# Krótkowarg
Krótkowarg (Chilobrachys) – rodzaj silnie jadowitych pająków z rodziny ptasznikowatych.

## Morfologia
Pająki osiągające średnie i duże rozmiary. Karapaks cechuje się niskim wzgórkiem ocznym, ustawionymi w widoku grzbietowym niemal w linii prostej oczami par przednich oraz wygiętą ku tyłowi jamką. Nadustek jest wysoki. Szczękoczułki mają na powierzchniach zewnętrznych niewielkie poletka pypciowatych szczecinek, a na krawędziach wewnętrznych szereg mocnych zębów i kilka ząbków mniejszych. Kuspule rozmieszczone są w wierzchołkowej części wargi dolnej i przednio-bocznych częściach szczęk. Na przednio-bocznych częściach szczękach występują grzebykowate szeregi szczecinek, z których trzy dolne są największe. Leżą w nich szczecinki wiosłowate, lancetowate i pałeczkowate, przy czym te ostatnie nigdy nie towarzyszą guzkom. Jeden lub dwa szeregi szczecinek wiosłowatych tworzą wraz z krótkimi kolcami na szczękoczułkach aparat strydulacyjny. Na czerwonobrązowym sternum obecne są trzy pary sigilla. Nadstopia mają skopule zwężone u szczytów. Opistosoma (odwłok) odznacza się palcowatymi członami wierzchołkowymi kądziołków przędnych pary tylno-bocznej. Nogogłaszczki samca dysponują gruszkowatym bulbusem z długim, cienkim i opatrzonym niewielką bruzdą odsiebną embolusem. Poza tym na samczym narządzie nogogłaszczkowym obecnym jest długi i cienki lub uformowany w kształt ostrza kolec. Genitalia samicy zawierają jedną parę spermatek.

## Rozprzestrzenienie
Rodzaj orientalny, znany z Chin, Indii, Sri Lanki, Mjanmy, Wietnamu, Tajlandii i Malezji.

## Jad
Ukąszenia pająków z rodzaju Chilobrachys mogą być śmiertelne. Odnotowano przypadek śmierci dwóch osób po ukąszeniu przez Chilobrachys hardwickei.

## Taksonomia
Takson ten wprowadzony został w 1892 roku przez Ferdinanda A.F. Karscha na łamach „Berliner Entomologische Zeitschrift”. Gatunkiem typowym wyznaczony został opisany w tej samej publikacji Chilobrachys nitelinus. W 2016 roku Steven C. Nunn, Rick C. West i Volker von Wirth zsynonimizowali z nim rodzaj Neochilobrachys wprowadzony w 1909 roku przez Arthura Stanleya Hirsta.
Do rodzaju zalicza się 32 opisane gatunki:
- Chilobrachys andersoni (Pocock, 1895) – krótkowarg musztardowy
- Chilobrachys annandalei Simon, 1901 – krótkowarg jaskiniowy
- Chilobrachys assamensis Hirst, 1909 – krótkowarg asamski
- Chilobrachys bicolor (Pocock, 1895) – krótkowarg dwubarwny
- Chilobrachys brevipes (Thorell, 1897) – krótkowarg krótkostopy
- Chilobrachys dominus Lin et Li, 2022 – krótkowarg władczy
- Chilobrachys dyscolus (Simon, 1886) – krótkowarg mrukliwy
- Chilobrachys femoralis Pocock, 1900 – krótkowarg gruboudy
- Chilobrachys fimbriatus Pocock, 1899 – krótkowarg grzywiasty
- Chilobrachys flavopilosus (Simon, 1884) – krótkowarg żółtowłosy
- Chilobrachys fumosus (Pocock, 1895) – krótkowarg dymny
- Chilobrachys guangxiensis (Yin et Tan, 2000) – krótkowarg południowochiński
- Chilobrachys hardwickei (Pocock, 1895) – krótkowarg bengalski
- Chilobrachys himalayensis (Tikader, 1977) – krótkowarg himalajski
- Chilobrachys huahini Schmidt et Huber, 1996 – krótkowarg płowy
- Chilobrachys hubei Song et Zhao, 1988 – krótkowarg dolinowy
- Chilobrachys jinchengi Lin et Li, 2022
- Chilobrachys jonitriantisvansickleae Nanayakkara, Sumanapala et Kirk, 2019 – krótkowarg lśniąconogi
- Chilobrachys khasiensis (Tikader, 1977) – krótkowarg wątłonogi
- Chilobrachys liboensis Zhu et Zhang, 2008 – krótkowarg guzkowaty
- Chilobrachys lubricus Yu et al., 2021 – krótkowarg gładki
- Chilobrachys natanicharum Chomphuphuang et al., 2023 – krótkowarg elektryczny
- Chilobrachys nitelinus Karsch, 1892 – krótkowarg wiewiórczy
- Chilobrachys oculatus (Thorell, 1895)
- Chilobrachys paviei (Simon, 1886) – krótkowarg tajlandzki
- Chilobrachys pococki (Thorell, 1897) – krótkowarg birmański
- Chilobrachys qishuoi Lin et Li, 2022 – krótkowarg chiński
- Chilobrachys sericeus (Thorell, 1895) – krótkowarg jedwabisty
- Chilobrachys soricinus (Thorell, 1887) – krótkowarg ryjący
- Chilobrachys stridulans (Wood-Mason, 1877) – krótkowarg dźwięczny
- Chilobrachys subarmatus (Thorell, 1891) – krótkowarg małozbrojny
- Chilobrachys thorelli Pocock, 1900 – krótkowarg indyjski